# Грати (Пистоја)
Грати је насеље у Италији у округу Пистоја, региону Тоскана.
Према процени из 2011. у насељу је живело 84 становника. Насеље се налази на надморској висини од 736 м.